# AI-81
La AI-81 ó Autovía urbana Acceso Este a Avilés es una autovía urbana de 4,8 km de longitud en entorno urbano y dependiente del Ministerio de Transportes, Movilidad y Agenda Urbana (no es de red local), que une Silvota con la Avenida de Asturias (Avilés), que comprende la Autovía del Cantábrico (A-8), aunque en el tramo comprendido entre Gijón - Avilés y Oviedo (Y griega asturiana) son tramos de autopista libres de peaje.
La AI-81, no es una vía de comunicación nueva, era el ramal de la autopista "Y" asturiana que une Gijón - Avilés y Oviedo. Antiguamente en Asturias la única vía de comunicación de alta capacidad era la citada autopista "Y", comprendiendo varios tramos de dos autovías generales como la Autovía del Cantábrico (A-8) y la Autovía Ruta de la Plata (A-66), con lo cual todo el tramo de autopista concebía una nomenclatura diferente a la actual, excepto el tramo Serín - Avilés que siempre fue denominado A-8/E-70. La autopista Gijón - Oviedo siempre fue la A-8/A-66/E-70.
En el año 2017 se cedieron al Principado de Asturias los ramales de acceso al final de la autovía que conectan con la AS-19, pasando a denominarse AS-392 en el Catálogo de ese mismo año.

## Tramos
| Denominación | Tramo                             | Año servicio | Longitud (km) |
| ------------ | --------------------------------- | ------------ | ------------- |
| AI-81        | A-8 Silvota - AS-19 Avilés (Este) | 1976         | 4,8           |